# میدلند (میشیگان)
میدلند، میشیگان (به انگلیسی: Midland, Michigan) یک شهر در ایالات متحده آمریکا با جمعیت ۴۱٬۸۶۳ نفر است که در میشیگان واقع شده‌است.

## موقعیت جغرافیایی
موقعیت جغرافیایی شهرها و مناطق اطراف به شرح زیر است: